# Iranska visoravan
Iranska visoravan (poznata i kao Perzijska visoravan) je prostrani geološki oblik u jugozapadnoj Aziji. Područje je dijelom Euroazijske ploče i uklještena je između Arapske i Indijske ploče, a nalazi se između Zagrosa na zapadu, Kaspijskog jezera i Kopet-Daga na sjeveru, Hormuškog tjesnaca i Perzijskog zaljeva na jugu, te Inda na istoku.
Kao povijesna relijga obuhvaća Partiju, Mediju i Perziju koje su žarište kulture Velikog Irana. Iranska visoravan okvirno je sastavljena od dijelova Irana, Azerbajdžana, Turkmenistana, Afganistana i Pakistana (Beludžistan), a ponekad se u pojam uvrštava i nizinski Huzestan koji je ogrankom ravničarske Mezopotamije.
Područje obuhvaća približno 2,7 milijuna km² i proteže se približno 1800 km u smjeru sjever-jug odnosno 2500 km u smjeru istok-zapad. Unatoč nazivu „visoravan“, reljef područja je zapravo izrazito raznolik i sastoji se od više planinskih planaca među kojima se ističe vrh Damavand (5610 m) na Alborzu, kao i od ravničarskih dijelova pustinje Dašt-e Lut iz Kermanske pokrajine u središnjem Iranu čija je prosječna nadmorska visina ispod 300 m.

## Poveznice
- Veliki Iran

## Vanjske poveznice
- (hrv.) Iranska visoravan. Hrvatski obiteljski leksikon. Leksikografski zavod Miroslav Krleža. 2005. Inačica izvorne stranice arhivirana 16. siječnja 2014. Pristupljeno 9. siječnja 2011.
- (engl.) Iranian plateau. Encyclopædia Britannica. 2011. Pristupljeno 9. siječnja 2011.
- (engl.) Iranian plateau. PeakBagger.com. 2004. Pristupljeno 9. siječnja 2011.

Sestrinski projekti
|  | Zajednički poslužitelj ima još gradiva o temi Iranska visoravan |